# Bash Back!

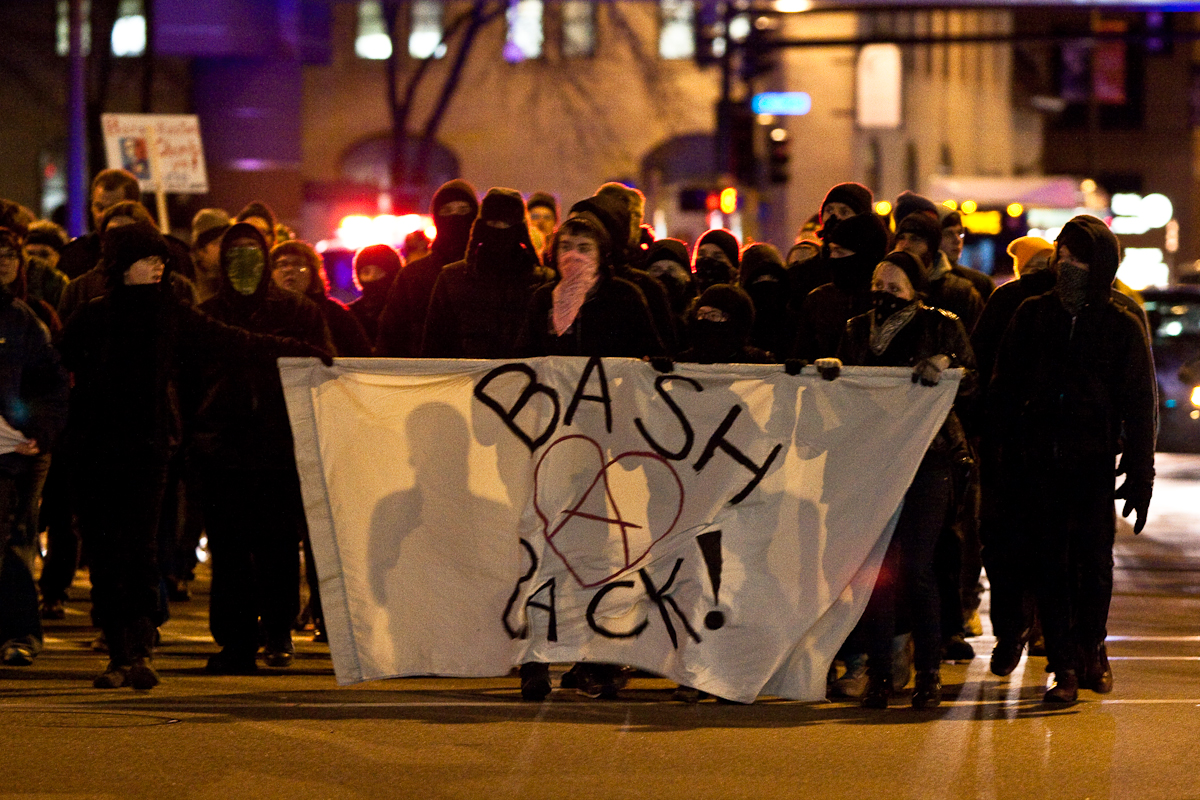
Marches Bash Back à Minneapolis, 2009

Bash Back! est un réseau de cellules anarchistes queer et insurrectionnelles actives aux États-Unis entre 2007 et 2011.
Formé à Chicago en 2007 pour faciliter la convergence d'activistes radicaux trans et queers de tout le pays, Bash Back! cherche à critiquer l'idéologie du mouvement LGBT dominant, que le groupe considère comme une assimilation dans les institutions dominantes d'une société hétéronormative. Le mariage, par exemple, ne lui apparaît pas comme une libération, et un objectif désirable, mais plutôt comme une institution oppressive. Bash Back! a été influencé par le mouvement anarchiste et les groupes queer radicaux, tels que ACT UP, et s'est inspiré des émeutes de Stonewall et des émeutes de la Nuit White à San Francisco.
Le groupe est né de l'organisation de la Convention nationale anti-républicaine et de la Convention nationale anti-démocrate, et a perduré jusqu'en 2011. Des sections voient le jour à travers le pays, notamment à Philadelphie et à Seattle. L'organisation avait pour modèle un réseau autonome non hiérarchique basé sur des points d'unité convenus, tels que la lutte pour la « libération queer » plutôt que pour « l'assimilation hétéronormative », et l'acceptation d'une diversité de tactiques, « y compris l'autonomie d'un individu pour participer à des actions jugées illégales par le gouvernement ».

## Événements de la Chicago Pride en juillet 2008
Bash Back! Chicago a mené un certain nombre d'actions pendant le week-end de la fierté de leur ville en 2008. Le premier était la participation à la marche annuelle de Chicago Dyke dans le quartier de Pilsen à Chicago. Le groupe de Bash Back! dans la marche s'est concentré sur la résistance à la gentrification dans la communauté de Pilsen.
Les membres de Bash Back! ont également pris part à la Chicago Pride Parade de Chicago, qui est d'ordre plus générale. Bash Back! Chicago a fait rouler une cage à travers le défilé contenant une personne habillée comme le maire de Chicago, Richard M. Daley, que le groupe accuse le groupe d'être responsable de la réduction des financements destinés au traitement du sida, de fermer les yeux sur la torture et les violences policières et de soutenir la gentrification. Simultanément, les membres du groupe ont distribué des sacs de vomissement avec des slogans écrits tels que « La fierté d'entreprise me rend malade », une déclaration sur les intentions commerciales et assimilatrices de la culture gay traditionnelle.

## Voir également
- Anarchisme aux États-Unis
- Gay Shame
- ACT UP
- OutRage!
- Homosexual Front for Revolutionary Action
- Gay Liberation Front
- Liste d'organisations anarchistes